# 妖怪博士
『妖怪博士』（ようかいはかせ）は、月刊娯楽雑誌「少年倶楽部」（大日本雄辯會講談社）に1938年に連載された、少年探偵団が活躍する江戸川乱歩作の少年向け推理小説シリーズの第3話目である。

## 概要
前作「少年探偵団」で爆死したと思われていた、怪人二十面相による復讐劇である。シリーズ最長の作品だが、独立した3つのエピソードをつなげた構成となっている。

## あらすじ
怪しい老人の後をつけて奇妙な洋館に忍び込んだ少年探偵団員の相川泰二。探索していた泰二の目に飛び込んできたのは、ぐるぐる巻きに捕えられた美少女だった。少女を助けようとする泰二だが、老人に見つかってしまう。奇怪な老人の蛭田博士は何か説明の出来ないような力を持っている様子で、屋敷にも不思議な仕掛けがあった……。

## 登場人物
- 相川泰二 - 小学六年生。少年探偵団の団員。
- 蛭田博士（はかせ） - 六本木屋敷町の三角屋根の洋館に住む医学者。
- 小林芳雄 - 少年探偵団の団長。明智の助手で「小林少年」や「小林君」と呼ばれる。
- 怪人二十面相 - 神出鬼没の怪盗で、変装が得意なため「二十面相」と呼ばれ、自らも称している。
- 明智小五郎 - 名探偵。二十面相の好敵手。

## 舞台
- 東京都（港区）

## 書誌情報
- 大日本雄弁会講談社：『妖怪博士』1940年[1]
- 講談社：江戸川乱歩推理文庫 第32巻『妖怪博士／青銅の魔人』1987年
- 講談社：江戸川乱歩（愛蔵版）『妖怪博士』 1988年
- 光文社：復刻・少年探偵団　『妖怪博士』[2]　1948年
- 光文社：少年探偵団全集③　『妖怪博士』　1961年
- 光文社：江戸川乱歩全集 第12巻『悪魔の紋章』2003年
- ポプラ社：少年探偵２『妖怪博士』[3]　1964年
- ポプラ社：文庫　第3巻『妖怪博士』　1976年
- ポプラ社：新装版　少年探偵３『妖怪博士』　1998年
- ポプラ社：文庫（新装版）　第3巻『妖怪博士』　2005年
- ポプラ社：文庫クラシック　第3巻『妖怪博士』　2009年

## 映画化
『少年探偵団 第一部　妖怪博士』は、1956年11月7日公開の東映の映画。
出演
- 明智小五郎：岡田英次
- 岸マリ子：中原ひとみ
- 小林少年：小森康充
- 相川少年：原国雄
- 篠崎少年：後藤頼久
- 斎藤少年：秋山勝俊
- 大野少年：石矢博
- 上村少年：鈴木達雄
- 佐藤少年：佐藤治
- 相川技師長：宇佐美諄
- 相川夫人：檜有子
- 姉春美：古賀京子
- 女中千代：杉丘のり子
- 林光子：佐山二三子
- 二十面相の正体：南原伸二
- 西洋乞食・蛭田博士・妖婆・外人・殿村弘三：南原伸二
- 中村捜査課長：神田隆
- その他の出演：岩上瑛、潮健児、明石潮、斎藤紫香、林宏、片山滉、泗水成一、山形勲、飛鳥圭美、津田光子、伊藤慶子、藤沢弘

スタッフ
- 監督：小林恒夫
- 脚色：小川正
- 原作：江戸川乱歩
- 企画：根津昇
- 撮影：佐藤三郎
- 美術：藤田博
- 音楽：山田栄一
- 録音：加瀬寿士、小松忠之
- 照明：銀屋謙蔵